# ヘイズ (カンザス州)

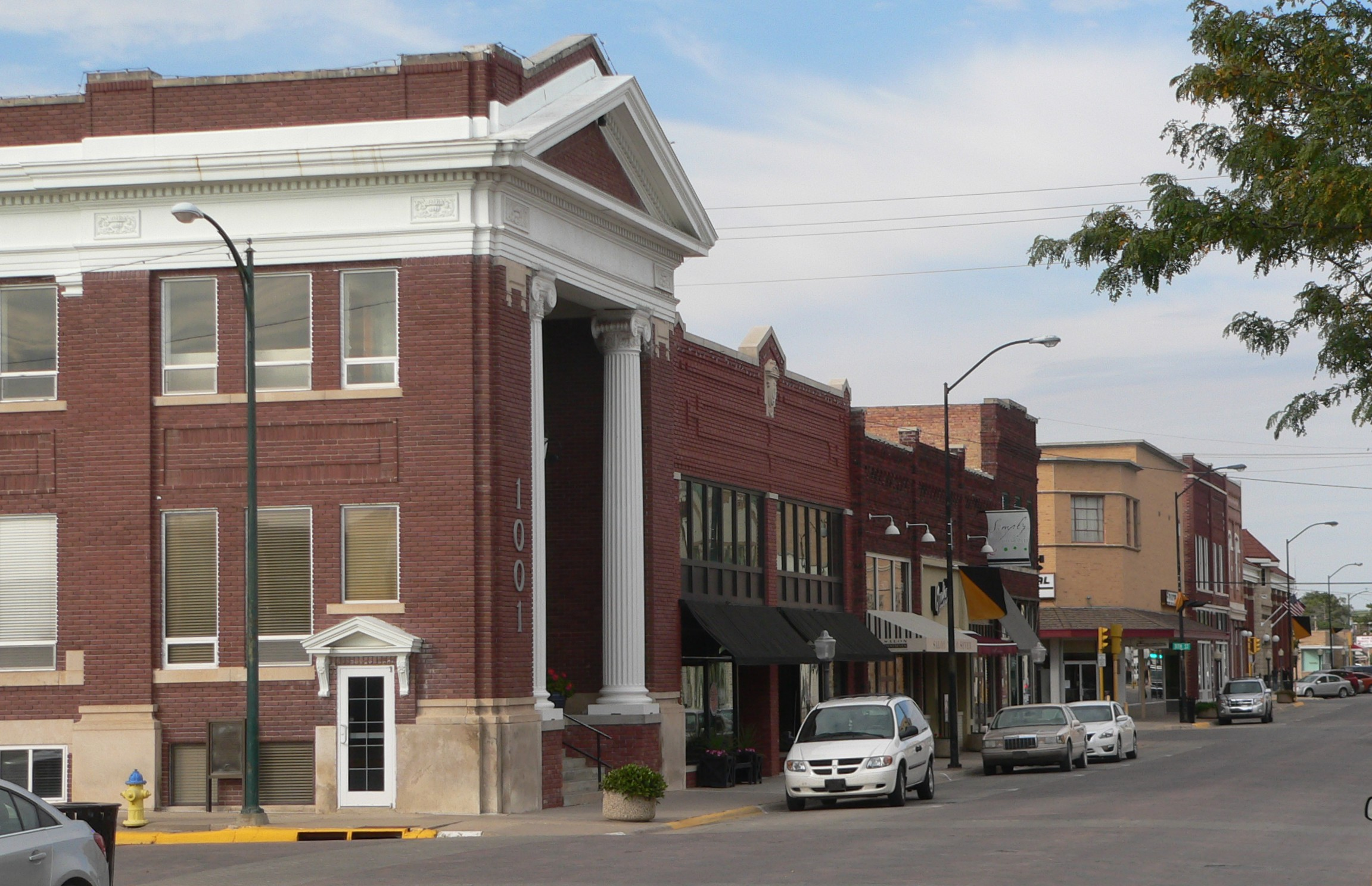

ヘイズ（Hays）は、アメリカ合衆国カンザス州の都市。エリス郡の郡庁所在地である。人口は2万1030人（2015年推計）である。

## 地理

エリス郡内の位置

ヘイズの座標は北緯38度52分46秒 西経99度19分20秒 / 北緯38.87944度 西経99.32222度である。
アメリカ合衆国統計局によると、この都市は総面積19.7 km2 (7.6 mi2) である。このうち19.7 km2 (7.6 mi2) が陸地で水地域は存在しない。

## 人口動勢
2000年の国勢調査で、この都市は人口20,013人、8,230世帯、及び4,674家族が暮らしている。人口密度は1,018.1/km2 (2,635.9/mi2) である。446.2/km2 (1,155.3/mi2) の平均的な密度に8,772軒の住宅が建っている。この都市の人種的な構成は白人 95.43%、アフリカン・アメリカン0.79%、先住民0.24%、アジア1.09%、太平洋諸島系0.02%、その他の人種1.43%、及び混血0.98%である。ここの人口の2.63%はヒスパニックまたはラテン系である。
この都市内の住民は21.5%が18歳未満の未成年、18歳以上24歳以下が22.2%、25歳以上44歳以下が24.6%、45歳以上64歳以下が18.5%、及び65歳以上が13.2%にわたっている。中央値年齢は30歳である。女性100人ごとに対して男性は94.6人である。18歳以上の女性100人ごとに対して男性は91.6人である。
この都市の世帯ごとの平均的な収入は31,501米ドルであり、家族ごとの平均的な収入は45,552米ドルである。男性は30,022米ドルに対して女性は21,793米ドルの平均的な収入がある。この都市の一人当たりの収入 (per capita income) は18,565米ドルである。人口の14.9%及び家族の6.7%は貧困線以下である。全人口のうち18歳未満の9.6%及び65歳以上の9.6%は貧困線以下の生活を送っている。

## 関係者
- ロン・ベイカー：バスケットボール選手
- フィリップ・アンシューツ（w:Philip Anschutz）：実業家